# Danuta Samolewicz-Owczarek
Danuta Samolewicz-Owczarek (ur. 19 grudnia 1929, zm. 2 lutego 2006) – polska szachistka.
W latach 60. należała do czołówki polskich szachistek. W roku 1954 zadebiutowała w finale mistrzostw Polski kobiet, rozegranym w Gdańsku. Do roku 1967 w finałowych turniejach wystąpiła 10 razy, trzykrotnie zdobywając brązowe medale, w latach 1962 (w Grudziądzu), 1965 (w Łodzi) oraz 1966 (w Koszalinie). W roku 1966 wystąpiła w drużynie narodowej na szachowej olimpiadzie w Oberhausen (na III szachownicy uzyskała 4 pkt w 8 partiach). W 1967 r. zajęła IV m. w międzynarodowym turnieju w Piotrkowie Trybunalskim.